# بيدابيد
بيدابيد (بالفارسية: بیدابید) هي قرية تقع في قسم بيزكي الريفي (مقاطعة تشناران) في إيران.